# Stefanos Tsitsipas
Stefanos Tsitsipas (AFI: [ˈstefanos t͡sit͡siˈpas]; in greco Στέφανος Τσιτσιπάς?; Atene, 12 agosto 1998) è un tennista greco.
Considerato il miglior tennista greco di sempre e uno dei migliori della sua generazione, ha conquistato dodici titoli ATP, tra i quali spiccano le ATP Finals 2019 e tre edizioni del Masters 1000 di Monte Carlo (2021, 2022 e 2024), oltre ad aver disputato altre diciotto finali nel circuito maggiore. Il suo miglior ranking ATP è stato il terzo posto raggiunto il 9 agosto 2021, record assoluto per il tennis greco maschile e primato condiviso unicamente con la connazionale Maria Sakkarī.
Con la finale raggiunta al Roland Garros nel 2021, è diventato il tennista greco di entrambi i sessi ad aver ottenuto il miglior risultato in una prova del Grande Slam a livello professionistico. Si è nuovamente spinto in una finale dello Slam all'Australian Open 2023, perdendo come a Parigi da Novak Đoković.

## Biografia

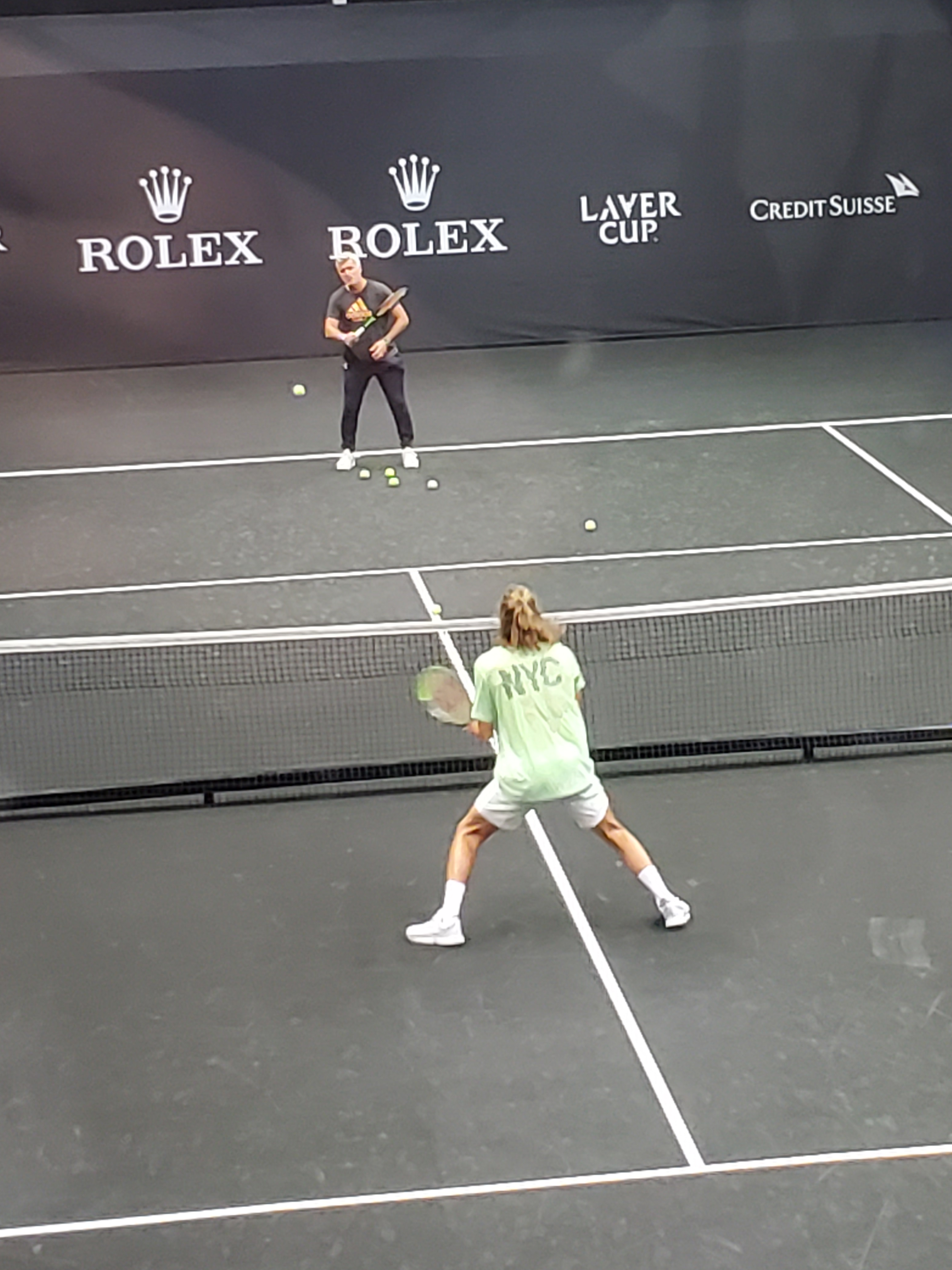
Stefanos si allena con il padre Apostolos.

Nato da padre greco e madre russa, ha iniziato giocare a tennis a tre anni e viene inizialmente seguito dalla madre Julija Sal'nikova, ex top 200 WTA ed ex nº 1 del ranking mondiale juniores nonché figlia del calciatore sovietico Sergej Sal'nikov (1925-1984), medaglia d'oro ai Giochi olimpici del 1956. Tsitsipas ebbe come idolo d'infanzia Roger Federer, al quale si ispira per alcune caratteristiche di gioco.
In seguito viene allenato dal padre Apostolos, ex tennista che abbandona il lavoro per fargli da coach anche tra i professionisti. Giocano a tennis anche i tre fratelli minori Petros, che lo affianca spesso nei tornei di doppio, Pavlos ed Elisavet. Rischiò di annegare a Creta a 18 anni e fu tratto in salvo dal padre, e in seguito a questa esperienza ha affermato di «non sentire alcuna paura in campo». Appassionato di musica, nel 2021 pubblica sulla piattaforma Soundcloud alcuni brani da lui prodotti.
Oltre al tennis e alla musica, è un appassionato di calcio: è tifoso della squadra di calcio italiana Genoa.

## Carriera

### Juniores

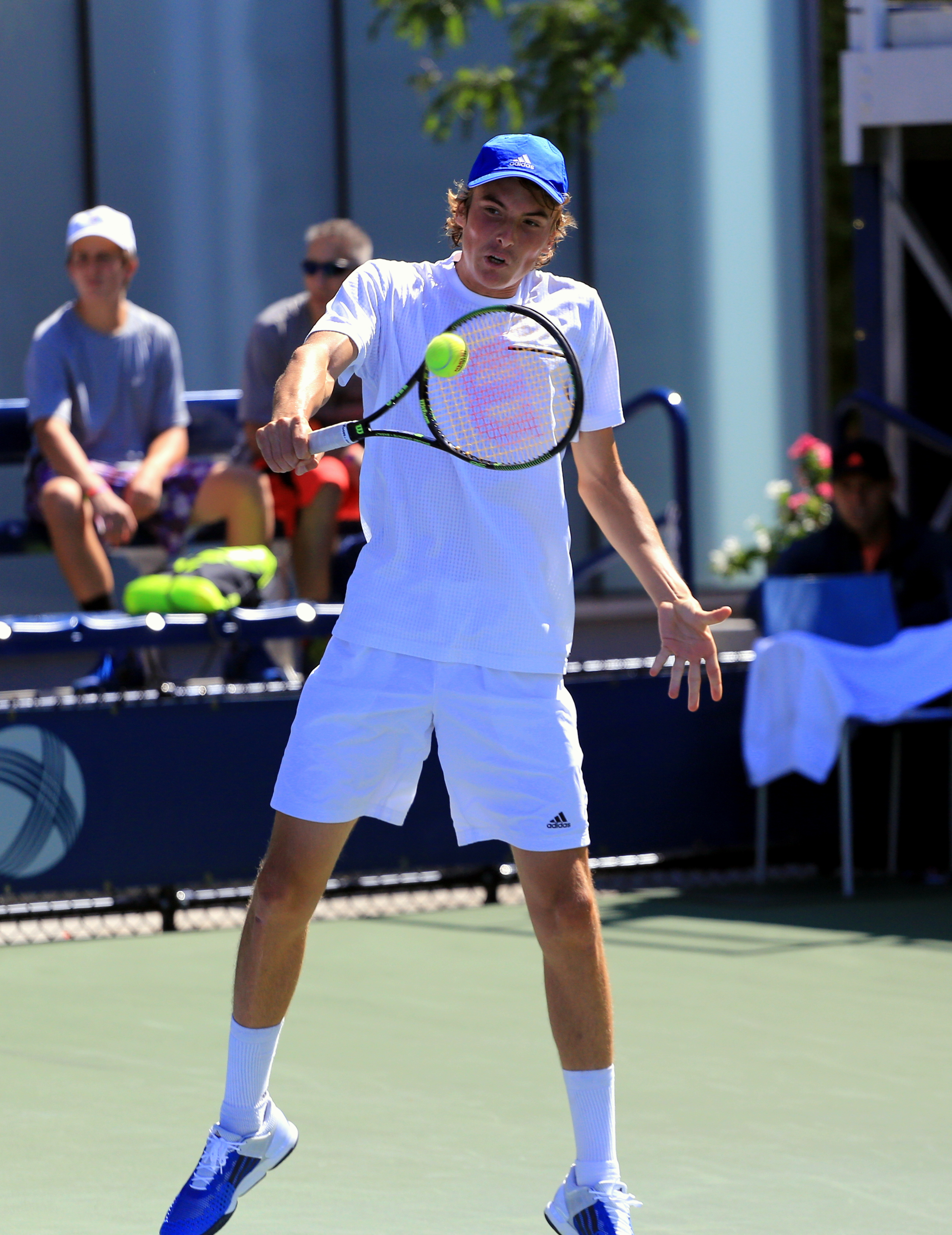
Tsitsipas allo US Open 2015 - Singolare ragazzi

Debutta nell'ITF Junior Circuit nel 2013, ad agosto vince il primo titolo in doppio in un torneo di Grade 4 e a settembre vince in singolare un torneo di Grade 5. Il primo risultato importante in un Grade A è la finale al prestigioso Orange Bowl nel dicembre 2014, viene sconfitto da Stefan Kozlov dopo aver eliminato Taylor Fritz e Andrej Rublëv. Nel 2015 esce nei quarti al singolare juniores degli Australian Open e in semifinale nel doppio juniores agli US Open. A fine anno perde di nuovo in finale all'Orange Bowl, questa volta contro Miomir Kecmanović.
Anche nel 2016 viene sconfitto nei quarti agli Australian Open e a maggio conquista il suo più importante titolo juniores in singolare vincendo il Grade A del Trofeo Bonfiglio, successo con cui raggiunge la vetta del ranking mondiale juniores. Al Roland Garros viene eliminato nei quarti sia in doppio che in singolare, sconfitto da Denis Shapovalov che lo estromette in semifinale anche a Wimbledon. Tsitsipas si prende la rivincita vincendo il torneo di doppio dello Slam londinese insieme all'estone Kenneth Raisma con la vittoria in finale su Shapovalov e Félix Auger-Aliassime. Subito dopo vince in singolare al Grade B1 degli European Junior Championships e chiude la carriera juniores con la sconfitta subita contro Auger-Aliassime in semifinale agli US Open 2016.

### 2013-2016: inizi da professionista, primi titoli ITF e top 200
Fa le sue prime apparizioni nel circuito ITF Futures nel 2013 e a ottobre vince il suo primo incontro da professionista al Futures Greece F16. Fa il suo esordio nel tabellone principale di un torneo del circuito Challenger nel febbraio 2015 con una sconfitta al Burnie International. La prima vittoria nel circuito Challenger arriva in ottobre al Mohammedia Open e al secondo turno viene sconfitto da Rubén Ramírez Hidalgo. Nel maggio 2015 solleva il primo trofeo da professionista al torneo di doppio del Futures Greece F6 e nel prosieguo della stagione vincerà altri due tornei Futures in doppio. A novembre perde la sua prima finale Futures in singolare al Greece F9 e quello stesso mese vince il primo titolo di specialità al Cyprus F1, dove sconfigge in finale il tedesco Alexandre Folie in tre set.
Nel 2016 ontinua a raccogliere successi nei Futures, a ottobre disputa in Marocco le sue prime finali Challenger e le perde entrambe a Mohammedia contro Gerald Melzer e contro Janvier a Casablanca. Fa quindi la sua prima esperienza nel circuito maggiore alle qualificazioni di Basilea, vince il primo incontro con Rajeev Ram e viene eliminato da Haase. Il 31 ottobre sale alla 200ª posizione della classifica mondiale.

### 2017: top 100 e semifinale ad Anversa

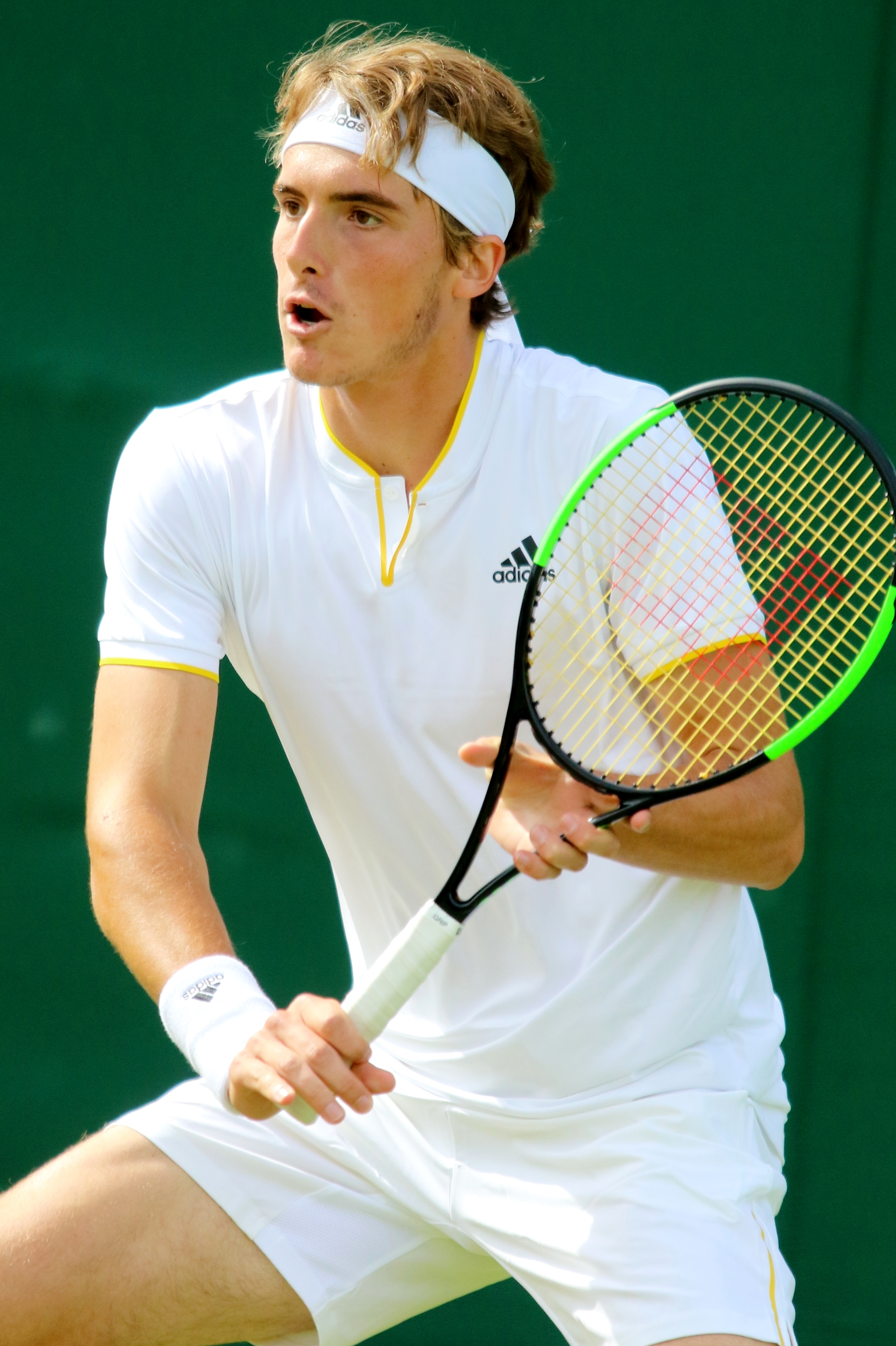
Tsitsipas a Wimbledon 2017

Disputa il suo primo torneo di qualificazione in una prova del Grande Slam agli Australian Open e al secondo incontro viene eliminato da Fratangelo. Sconfitto nelle qualificazioni anche all'ATP di Sofia, grazie a una wild card disputa il suo primo incontro in un tabellone principale del circuito maggiore a Rotterdam e cede in due set al nº 14 del mondo Jo-Wilfried Tsonga. Entra nel tabellone con una wild-card ed esce al primo turno anche all'ATP 250 di Marsiglia. Ad aprile disputa il suo ultimo torneo ITF, a fine mese supera per la prima volta le qualificazioni in un torneo ATP a Istanbul e viene eliminato al primo turno. Al successivo Challenger di Roma batte per la prima volta un top 100, il nº 63 Vesely, ed esce di scena nei quarti di finale. Superando il tabellone cadetto del Roland Garros fa il suo esordio nel main draw di un torneo del Grande Slam, ed esce subito di scena per mano di Karlović. Supera le qualificazioni e perde al primo turno anche a Wimbledon. Esce invece nel turno decisivo alle qualificazioni degli US Open.
Al torneo di Genova vince il suo unico titolo Challenger in carriera, non perde alcun set in tutto il torneo e sconfigge in finale Guillermo García López; guadagna così 41 posizioni nel ranking e sale alla 120ª. Supera le qualificazioni e perde al primo turno sia all'ATP di Metz che nel suo primo swing asiatico a Chengdu e all'ATP 500 di Tokyo. Supera le qualificazioni anche al Masters 1000 di Shanghai, al debutto in un torneo di questo livello consegue il primo successo nel circuito maggiore sconfiggendo il nº 40 ATP Karen Chačanov e viene battuto da Isner. Supera le qualificazioni al successivo torneo ATP 250 di Anversa e al primo turno elimina Pablo Cuevas; accede ai quarti grazie al ritiro di Ivo Karlović e consegue la prima vittoria contro un top 10 sconfiggendo in rimonta al tie-break del set decisivo il nº 10 del mondo Goffin. La sua prima semifinale ATP lo vede soccombere in due partite a Schwartzman, risultato con cui entra per la prima volta nella top 100, e dopo la finale persa contro Moutet al successivo Brest Challenger sale all'87ª posizione della classifica ATP.

### 2018: primo titolo ATP, finale Masters 1000, top 15 e vittoria alle Next Gen Finals

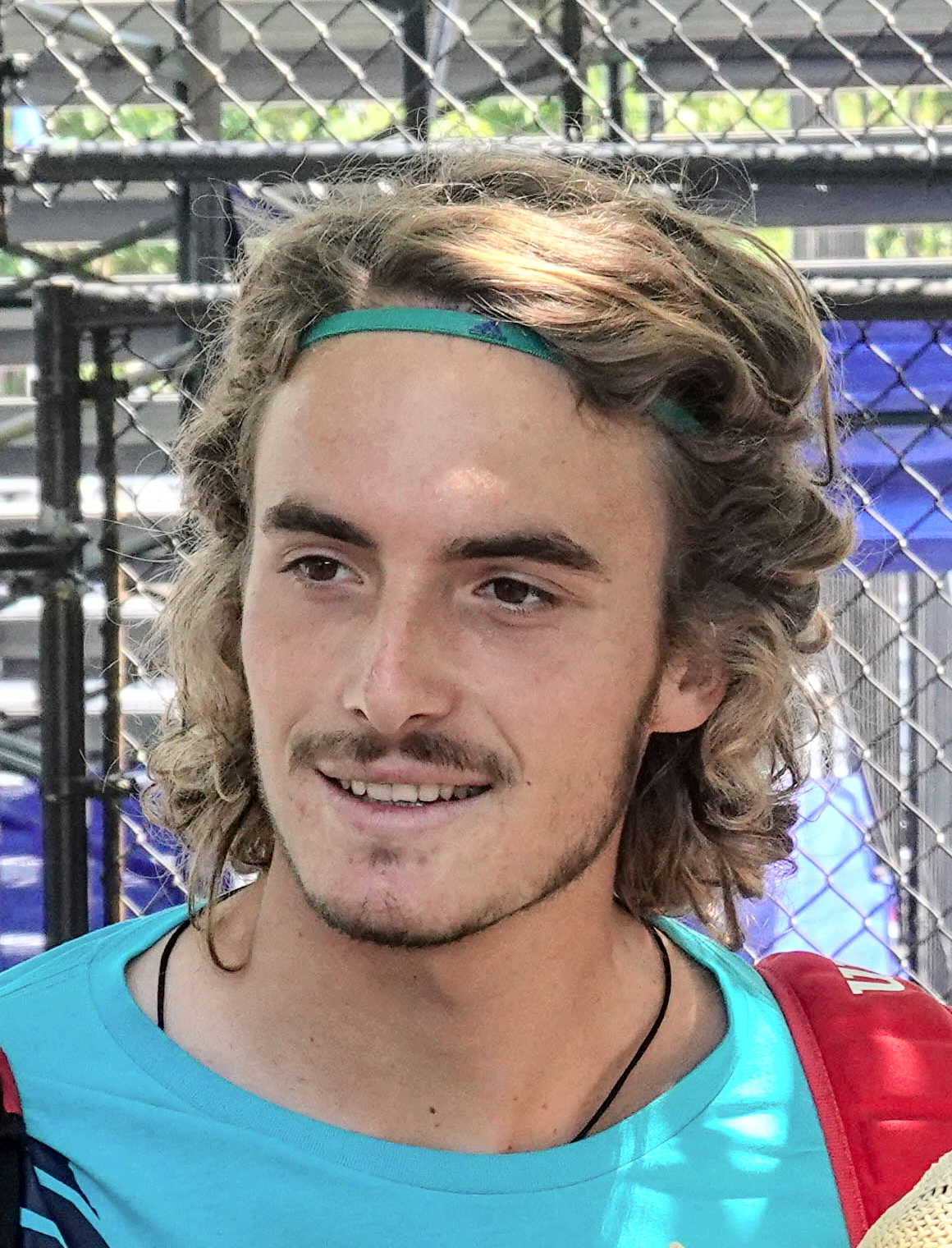
Stefanos Tsitsipas al Citi Open 2018

Sconfitto nei quarti di finale a Doha da Dominic Thiem, esce al primo turno a Auckland e agli Australian Open. Subisce altre sconfitte nelle fasi iniziali dei tornei successivi e torna a mettersi in luce a Dubai con i successi su Michail Kukuškin e Philipp Kohlschreiber, e nei quarti di finale viene eliminato da Jaziri. Non va oltre il secondo turno al Masters 1000 di Indian Wells e il primo turno a Miami. Supera le qualificazioni a Monte Carlo, ha poi la meglio su Shapovalov e viene eliminato al secondo turno dal nº 10 del mondo Goffin. All'ATP 500 di Barcellona supera Moutet e al secondo turno concede soltanto 3 giochi allo specialista della terra battuta Schwartzman. Non perde alcun set anche contro Albert Ramos Viñolas, nei quarti di finale contro il nº 7 del mondo Thiem e in semifinale contro Pablo Carreño Busta, e diventa il primo uomo greco a raggiungere una finale del circuito maggiore 45 anni dopo Nicholas Kalogeropoulos; nell'atto conclusivo raccoglie solo tre giochi contro il nº 1 del mondo Rafael Nadal, risultato con cui sale al 44º posto nel ranking.
All'Estoril supera il nº 8 del ranking Kevin Anderson e in semifinale cede al tie-break del terzo set contro João Sousa. A Madrid perde a sorpresa al primo turno da Donskoj. Al suo debutto agli Internazionali d'Italia accede al secondo turno grazie al ritiro di Ćorić e viene sconfitto dal nº 6 del mondo Juan Martín del Potro. Vince il suo primo incontro in una prova del Grande Slam al Roland Garros superando Taberner e viene eliminato al secondo turno dal futuro finalista Thiem; a fine torneo sale alla 37ª posizione del ranking. A s-Hertogenbosch vince il primo incontro ATP sull'erba eliminando John-Patrick Smith, supera anche Jaziri e nei quarti di finale cede a Richard Gasquet dopo due tie-break. All'ATP 500 di Halle elimina Pouille ed esce al secondo turno per mano di Denis Kudla. Vince il primo incontro in carriera a Wimbledon con il successo su Barrère, elimina poi Donaldson e Fabbiano prima di essere sconfitto dal nº 10 del mondo Isner.
A Washington elimina tra gli altri il nº 11 del ranking Goffin e viene sconfitto in semifinale dal campione in carica e nº 3 del mondo Alexander Zverev. Grazie a questo risultato porta il miglior ranking al 27º posto mondiale. A Toronto supera il nº 7 del mondo Thiem, il nº 10 Novak Đoković e nei quarti si impone in rimonta sul campione uscente Zverev. Alla sua prima semifinale in un torneo Masters 1000 supera il nº 6 ATP Kevin Anderson, e diventa il più giovane giocatore ad aver battuto quattro top 10 consecutivamente nello stesso torneo dal 1990, anno dell'istituzione dell'ATP Tour. In finale perde in due set dal nº 1 del mondo Rafael Nadal, e a fine torneo sale alla 15ª posizione mondiale. Eliminato al primo turno a Cincinnati e al secondo agli US Open da Medvedev, viene eliminato nei quarti di finale a Tokyo dall'idolo locale Nishikori, mentre non supera il terzo turno alla Shanghai Masters.
A ottobre conquista il primo titolo ATP sul cemento indoor a Stoccolma, perde l'unico set di tutto il torneo al primo turno contro Millman, elimina quindi Kohlschreiber, in semifinale Fognini e con il successo in finale su Gulbis con il punteggio di 6-4, 6-4, diventa il primo greco a vincere un titolo ATP nell'era Open. Nei quarti di finale a Basilea perde per la terza volta su tre incontri da Daniil Medvedev. Sconfitto al turno di esordio al Paris Masters, chiude la stagione alle Next Generation ATP Finals e raggiunge la semifinale grazie alle vittorie su Tiafoe, Munar e Liam Caruana. Accede in finale superando in cinque set Andrej Rublëv e nell'atto conclusivo trionfa in quattro set su Alex de Minaur.

### 2019: vittoria alle ATP Finals, semifinale agli Australian Open e top 5

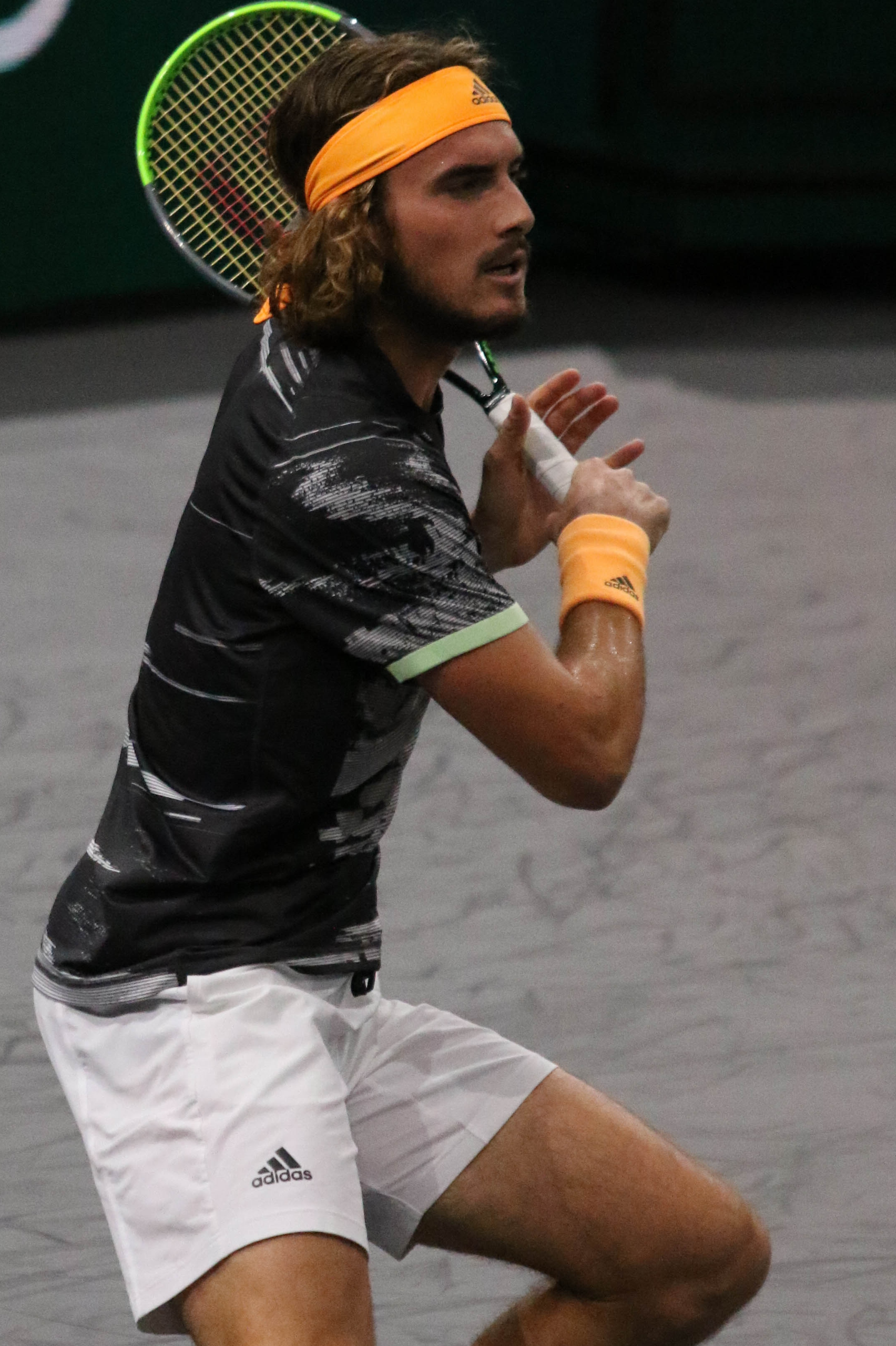
Tsitsipas a Parigi-Bercy 2019

Inizia la stagione a Sydney ed esce di scena al secondo turno per mano di Andreas Seppi. Consegue il miglior risultato da inizio carriera in uno Slam raggiungendo la semifinale agli Australian Open; supera in quattro set Matteo Berrettini, Viktor Troicki, Nikoloz Basilašvili e il nº 3 del mondo e campione in carica Roger Federer, che nello Slam di Melbourne aveva vinto gli ultimi 17 incontri disputati. Nei quarti di finale ha la meglio su Roberto Bautista Agut, reduce dal successo a Doha, e diventa il primo greco a raggiungere una semifinale in una prova del Grande Slam. Viene quindi sconfitto dal nº 2 del mondo Rafael Nadal, che gli concede appena 6 giochi. Eliminato nei quarti di finale a Sofia e al turno di esordio a Rotterdam, vince il suo secondo titolo ATP a Marsiglia; non perde alcun set in tutto il torneo, elimina Hubert Hurkacz, Serhij Stachovs'kyj e David Goffin e in finale ha la meglio su Michail Kukuškin col punteggio di 7-5, 7-6, risultato con cui sale all'11ª posizione del ranking. Raggiunge la finale anche all'ATP 500 di Dubai, dove elimina di nuovo Hurkacz e con la vittoria in semifinale su Gaël Monfils al tie-break del set decisivo si garantisce l'accesso alla top 10. Dopo otto vittorie consecutive, viene sconfitto in due set dal nº 7 del mondo Roger Federer. Al Masters 1000 di Indian Wells esce al primo turno e a Miami cede negli ottavi di finale a Denis Shapovalov; gioca anche il doppio in coppia con Wesley Koolhof, raggiunge la prima finale di specialità in carriera e vengono sconfitti dagli specialisti Bob e Mike Bryan per 5-7, 6-7. Questi risultati gli permettono di raggiungere il best ranking in entrambe le specialità, l'8º in singolare e il 98º in doppio.
Sconfitto al terzo turno a Montecarlo e Barcellona, si aggiudica il titolo all'ATP 250 dell'Estoril, raggiunge la finale con il successo in semifinale su David Goffin, contro cui perde l'unico set del torneo, e conquista il titolo battendo Pablo Cuevas col punteggio di 6-3, 7-6. Raggiunge la finale anche a Madrid, la seconda in un Masters 1000, eliminando tra gli altri il nº 4 del mondo Zverev e il nº 2 Nadal, contro il quale aveva perso i tre precedenti. Nell'atto conclusivo si arrende in due set al nº 1 del mondo Novak Đoković. Agli Internazionali d'Italia si spinge fino alla semifinale con i successi su Jannik Sinner e Fabio Fognini e approfittando del forfait di Roger Federer nei quarti, e cede in due set a Nadal. Al Roland Garros raggiunge per la prima volta il quarto turno e viene battuto da Stan Wawrinka in cinque set dopo cinque ore e 9 minuti di gioco, che è stato il quarto match più lungo nella storia del torneo. A Wimbledon perde in 5 set al primo turno contro Thomas Fabbiano.
Perde in semifinale a Washington contro Nick Kyrgios e a fine torneo sale alla 5ª posizione mondiale. Perde buona parte dei punti guadagnati con la finale dell'anno precedente al Masters canadese, dove viene eliminato al primo incontro da Hurkacz. Esce al turno di esordio anche a Cincinnati e agli US Open. Ritorna al successo a Pechino, dove in semifinale sconfigge il nº 6 del mondo Zverev e viene sconfitto in rimonta dal nº 5 ATP Dominic Thiem. Al Masters 1000 di Shanghai supera Auger-Aliassime, Hurkacz e nei quarti di finale vince in rimonta contro il nº 1 del mondo Novak Đoković. Viene eliminato in semifinale da Medvedev, che vince in due set. A Basilea raggiunge un'altra semifinale e viene sconfitto da Federer. Nei quarti di finale al Paris Masters raccoglie solo tre game contro Djokovic. Si qualifica per la prima volta alle ATP Finals e supera il round-robin con i successi in due set su Medvedev e Zverev. Dopo l'ininfluente sconfitta subita contro Nadal, in semifinale supera Federer con il punteggio di 6-3, 6-4 e si aggiudica il più prestigioso trofeo da inizio carriera battendo in finale Dominic Thiem con il punteggio di 6-7, 6-2, 7-6.

### 2020: quinto titolo ATP e semifinale a Parigi
A inizio stagione viene eliminato con la Grecia nel round-robin alla nuova ATP Cup con un bilancio di una sola vittoria contro Alexander Zverev e due sconfitte contro Denis Shapovalov e Nick Kyrgios, mentre esce al terzo turno agli Australian Open. Conferma il titolo vinto l'anno prima a Marsiglia superando in finale Félix Auger-Aliassime per 6-3, 6-4. Raggiunge di nuovo la finale anche a Dubai e viene sconfitto da Novak Đoković con il punteggio di 6-3, 6-4.
Dopo il lungo stop dovuto alla pandemia, torna in campo al Cincinnati Open e viene eliminato in semifinale da Milos Raonic. Al terzo turno degli US Open cede al tie-break del quinto set a Borna Ćorić, mentre a Roma esce all'esordio per mano di Jannik Sinner in tre set. Ad Amburgo raggiunge la terza finale stagionale e viene sconfitto da Rublëv in tre set, dopo essere stato in vantaggio per 5-2 nel terzo. Al primo turno dell'Open di Francia rimonta due parziali contro Jaume Munar e si impone al quinto set. Con il successo su Grigor Dimitrov raggiunge per la prima volta i quarti di finale allo Slam parigino. Si prende la rivincita su Andrej Rublëv in tre parziali e in semifinale rimonta i primi due set persi contro Novak Đoković, che si impone per 6-1 al quinto. Non supera il secondo turno all'ATP 500 di Vienna e quello di esordio al Masters di Parigi-Bercy. Al primo incontro delle ATP Finals perde in tre set contro Dominic Thiem, supera quindi Rublëv e viene eliminato con la sconfitta subita contro Nadal.

### 2021: finale Slam a Parigi, vittoria a Monte Carlo e top 3
Inaugura la stagione 2021 all'ATP Cup, vince entrambi i singolari contro Alex de Minaur e Roberto Bautista Agut e si aggiudica il doppio contro la Spagna per il ritiro di Marcel Granollers / Carreño Busta. La sconfitta subita contro il doppio australiano garantisce il primo posto del girone alla Spagna. Al secondo turno degli Australian Open ha la meglio al quinto set su Kokkinakis, nei quarti di finale vince contro Rafael Nadal dopo aver perso i primi due set e in semifinale perde contro Medvedev. Ad Acapulco raggiunge la finale cedendo un solo parziale nei quarti di finale contro Auger-Aliassime e viene sconfitto in due set da Zverev. A Miami perde in tre set nei quarti di finale dal vincitore del torneo Hurkacz.

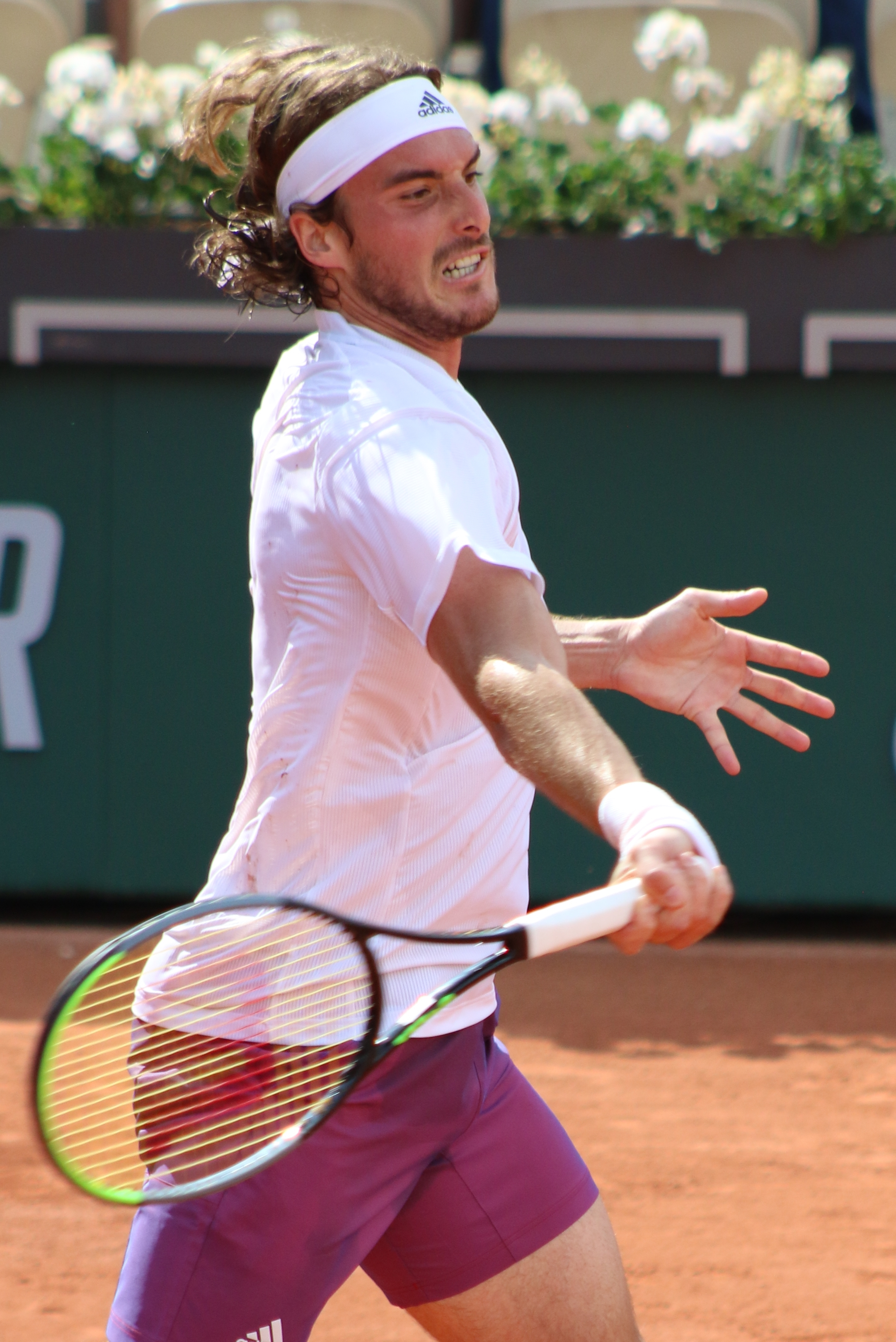
Tsitsipas all'Open di Francia 2021

A Monte Carlo vince il primo torneo Masters 1000 sconfiggendo nell'ordine Karacev, Garín, Davidovich Fokina ed Evans senza perdere alcun set, e in finale si impone su Rublëv con un doppio 6–3, risultato con cui sale al primo posto dell'ATP Race. Prosegue il buon periodo di forma raggiungendo la finale a Barcellona e viene sconfitto da Nadal, mentre a Madrid esce al terzo turno per mano di Casper Ruud. A Roma elimina Čilić e Berrettini e cede nei quarti di finale al nº 1 del mondo Novak Đoković. All'ATP 250 di Lione perde l'unico set del torneo in semifinale contro Musetti e in finale sconfigge Norrie con un doppio 6–3. Dopo le vittorie al Roland Garros su Chardy, Martínez, Isner e Carreño Busta, elimina il nº 2 del mondo Medvedev nei quarti di finale e approda alla sua prima finale Slam battendo Zverev nel parziale decisivo, dopo essersi fatto rimontare il vantaggio di due set. Nell'incontro che assegna il titolo ritrova Đoković, reduce dall'impresa contro Nadal in semifinale e a caccia del secondo titolo allo Slam parigino; Tsitsipas vince i primi due set e viene sconfitto con il punteggio di 7-6, 6-2, 3-6, 2-6, 4-6. Al termine del torneo porta il miglior ranking alla quarta posizione mondiale, cedendo a Đoković il primo posto della Race.
Delude le aspettative sia a Wimbledon, eliminato al primo turno da Tiafoe, che ai Giochi olimpici di Tokyo, dove si fa rimontare al terzo turno da Humbert. Affronta la trasferta sul cemento nordamericano con il nuovo best ranking alla 3ª posizione mondiale; al Masters 1000 di Toronto concede 5 soli giochi nei quarti a Casper Ruud e si arrende in semifinale a Opelka. Esce in semifinale anche a Cincinnati, nella quale si trovava avanti 4-1 e servizio a disposizione nel terzo set contro Zverev, che vincerà 7–4 il tie-break e vincerà il titolo. In questi tornei Tsitsipas riceve molte critiche per i ripetuti e prolungati utilizzi del toilet break, e viene fischiato in semifinale a Cincinnati, accusato di coaching per aver "chattato" con il padre nello spogliatoio.
Al primo turno degli US Open vince in rimonta al quinto set contro Murray dopo quasi cinque ore di gioco; a fine incontro e dopo quello successivo vinto contro Adrian Mannarino si rinnovano le polemiche sui toilet break, accusato apertamente da diversi colleghi. Al terzo turno viene eliminato in cinque set da Carlos Alcaraz. Al Masters 1000 di Indian Wells esce a sorpresa nei quarti di finale per mano del futuro finalista Basilašvili. Un infortunio al gomito lo costringe a ritirarsi dopo sei giochi al primo turno del Paris Masters e ad abbandonare le ATP Finals dopo essere stato sconfitto da Rüblev nel primo incontro della fase a gironi. A fine stagione si sottopone a un intervento chirurgico per risolvere il problema.

### 2022: secondo titolo a Monte Carlo

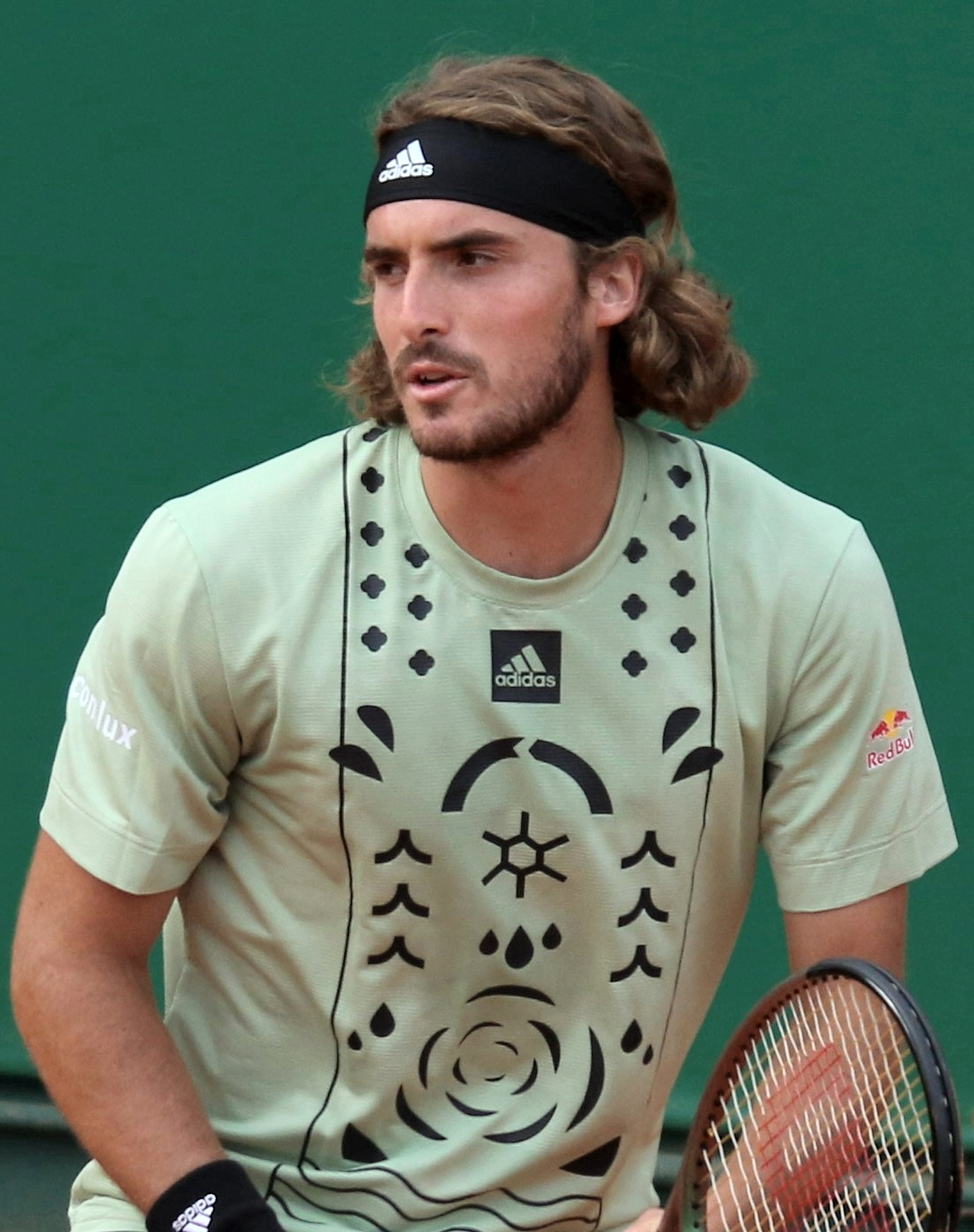
Tsitsipas a Monte Carlo 2022

Apre il 2022 raggiungendo per la terza volta la semifinale agli Australian Open, persa come nell'edizione precedente contro il nº 2 del mondo Daniil Medvedev. Raggiunge invece la finale a Rotterdam e viene sconfitto da Félix Auger-Aliassime. Eliminato in semifinale ad Acapulco, in doppio vince il suo primo torneo ATP, gioca in coppia con Feliciano López e sconfiggono in finale per 7-5, 6-4 gli specialisti Marcelo Arévalo / Jean-Julien Rojer. Delude le aspettative nei tornei di Indian Wells e Miami, uscendo rispettivamente al terzo e al quarto turno. Ad aprile trionfa per la seconda volta consecutiva al Masters 1000 di Montecarlo, in semifinale elimina il nº 3 del mondo Alexander Zverev e in finale sconfigge in due set la sorpresa del torneo Alejandro Davidovich Fokina. Nei quarti a Barcellona perde contro il futuro vincitore Carlos Alcaraz, e in semifinale a Madrid cede a Zverev in tre set. A maggio raggiunge per la prima volta la finale agli Internazionali d'Italia eliminando nell'ordine Dimitrov, Chačanov, Sinner e Zverev, e viene sconfitto per 6-0, 7-6 dal nº 1 del mondo Đoković, che si aggiudica il titolo per la sesta volta. Al Roland Garros rimonta al primo turno due set di svantaggio contro l'emergente Lorenzo Musetti e si impone al quinto set, negli ottavi viene battuto a sorpresa da Holger Rune, che si impone in 4 set.
Perde nei quarti di finale a Stoccarda contro Andy Murray e al successivo ATP 500 di Halle cede al secondo turno contro Nick Kyrgios. Raggiunge la finale a Maiorca e con il successo al tiebreak del set decisivo su Roberto Bautista Agut conquista il primo titolo ATP sull'erba. Al terzo turno di Wimbledon viene nuovamente sconfitto da Kyrgios, che si impone in quattro set. Sconfitto al primo turno a Montréal contro Jack Draper, raggiunge la finale a Cincinnati grazie al successo in tre set in semifinale sul nº 1 del mondo Daniil Medvedev, e nell'incontro che assegna il titolo cede in due set a un ritrovato Borna Ćorić. Agli US Open viene eliminato a sorpresa al primo turno dal qualificato Daniel Elahi Galán. All'ATP 500 di Astana elimina in semifinale Rublev e cede in finale a Novak Djokovic in due set. Si spinge fino alla finale anche a Stoccolma e viene sconfitto da Holger Rune. Perde contro Djokovic anche in semifinale al Master 1000 di Parigi-Bercy e al primo match delle ATP Finals, vince il secondo contro Daniil Medvedev e viene eliminato con la sconfitta subita da Andrej Rublëv.

### 2023: seconda finale Slam, finale al 500 di Barcellona e un titolo ATP
Inizia bene l'anno vincendo i 4 singolari e i 3 match di doppio misto disputati in United Cup, nella semifinale persa 4-1 contro l'Italia non gioca il doppio, con il risultato già acquisito dagli azzurri. Agli Australian Open raggiunge la sua seconda finale in uno Slam; al quarto turno elimina nel parziale decisivo Jannik Sinner dopo essersi fatto rimontare i primi due set vinti, in semifinale ha la meglio su Karen Chačanov e per la decima volta consecutiva viene sconfitto da Djokovic, che si impone in tre set. Al terzo turno di Rotterdam Sinner si prende la rivincita e Tsitsipas deve quindi osservare un periodo di riposo per un problema alla spalla destra. Non va oltre il primo turno a Indian Wells e il secondo turno a Miami. A Monte Carlo, dove aveva vinto le ultime due edizioni, esce di nuovo al terzo turno. A Barcellona elimina tra gli altri Alex de Minaur e in semifinale Lorenzo Musetti, e in finale raccoglie solo 7 giochi contro Alcaraz. Si spinge fino ai quarti a Madrid e viene sconfitto a sorpresa da un ritrovato Jan-Lennard Struff. A Roma perde in semifinale in due set contro il vincitore del torneo Medvedev. Al Roland Garros perde nei quarti di finale contro il nº 1 al mondo Carlos Alcaraz per 2-6, 1-6, 6-7. Eliminato al primo turno sull'erba di Stoccarda e al secondo al 500 di Halle, a Wimbledon arriva alla seconda settimana dopo aver vinto in 5 set sia con Thiem che con Murray, ed esce a sorpresa per mano di Christopher Eubanks in 5 set.
Si aggiudica l'ATP 250 di Los Cabos battendo in finale de Minaur per 6–3, 6–4. Delude le aspettative uscendo al primo turno al Masters 1000 di Toronto e al secondo turno in quello di Cincinnati. Eliminato al secondo turno agli US Open dal qualificato Dominic Stricker, Tsitsipas scende alla 7ª posizione. Esce all'esordio anche a Pechino e al terzo turno al Masters 1000 di Shanghai. Ad Anversa raggiunge una semifinale ATP dopo 3 mesi e viene sconfitto in due tie break dal promettente Fils. Si riscatta in doppio, dove vince col fratello Petros il suo secondo titolo ATP in doppio. Anche al Vienna Open esce in semifinale, battuto dal n°3 del mondo Medvedev. Al Masters 1000 di Parigi supera Auger- Aliassime, il ritrovato n°10 del mondo Zverev e ai quarti la testa di serie nº 16 Chačanov; esce in semifinale contro Dimitrov dopo 3 combattuti set. Alle ATP Finals perde contro Sinner e si ritira dal torneo durante il secondo match contro Rune.

### 2024: terzo titolo a Montecarlo
Inizia la stagione alla United Cup e vince l'unico incontro disputato nel round-robin, nei quarti viene sconfitto da Alexander Zverev ed è la Germania che accede alla semifinale. Agli Australian Open perde negli ottavi di finale da Fritz; tre settimane dopo esce dalla top 10, in cui si trovava dal marzo 2019. A Los Cabos, dove è campione in carica, viene eliminato da Ruud in semifinale, mentre ad Acapulco viene sconfitto nei quarti dal vincitore del titolo de Minaur. Eliminato a Indian Wells da Lehečka negli ottavi di finale, a Miami esce all'esordio contro Shapovalov. Ritrova il suo tennis migliore sulla terra rossa di Monte Carlo, torneo che si aggiudica per la terza volta in carriera dopo aver battuto Etcheverry, Zverev in due tie-break, Chačanov, il nº 2 del mondo Sinner e in finale Casper Ruud. Grazie al successo nel Principato, ritorna in top 10, alla 7ª posizione. Arriva in finale anche al Barcelona Open e ritrova Casper Ruud, che si prende la rivincita e prevale in due set. Dopo l'eliminazione al primo turno a Madrid, viene sconfitto nei quarti di finale sia agli Internazionali d'Italia che al Roland Garros, rispettivamente dal futuro finalista Jarry e dal futuro vincitore del torneo Alcaraz.
Non va oltre il secondo turno sull'erba di Halle e Wimbledon. A Gstaad viene sconfitto in semifinale dal futuro vincitore Berrettini, che aveva sempre battuto nei tre incontri giocati in precedenza. Ai Giochi di Parigi diventa il primo tennista greco a raggiungere i quarti di finale olimpici e perde contro la futura medaglia d'oro Djokovic. Al Canadian Open perde al primo turno contro Nishikori, sconfitta che causa la fine della collaborazione con il padre-coach Apostolos. Si presenta al successivo Cincinnati Open con il nuovo coach Dimitris Chatzinikolaou, capitano della nazionale greca di Coppa Davis, ed esce di scena al secondo turno. Al primo turno degli US Open viene sconfitto da Thanasi Kokkinakis. Eliminato al primo turno a Tokyo, raggiunge il quarto turno a Shanghai e viene sconfitto da Medvedev. Si spinge fino ai quarti ad Anversa e a Basilea, perdendo rispettivamente da Jiří Lehečka e Arthur Fils. Raggiunge i quarti anche al Paris Masters, elimina tra gli altri Francisco Cerúndolo e cede in due set al vincitore del torneo Alexander Zverev. Per la prima volta in sei stagioni non si qualifica per le ATP Finals e chiude il 2024 all'11ª posizione mondiale.

### 2025: primo titolo ATP 500
Inizia la stagione alla United Cup 2025 con il bilancio in singolare di una vittoria e una sconfitta. All'Australian Open esce al primo turno per mano di Alex Michelsen. Raggiunge i quarti a Rotterdam e perde contro la sorpresa del torneo Mattia Bellucci. All'ATP 500 di Dubai disputa nuovamente la finale grazie ai successi su Karen Khachanov e Tallon Griekspoor; dopo aver perso le prime undici finali in tornei ATP 500, si aggiudica il primo titolo di categoria sconfiggendo in due set Félix Auger-Aliassime, successo con cui risale alla 9ª posizione mondiale. Sconfitto al quarto turno a Indian Wells e al terzo a Miami, esce di nuovo dalla top 10 dopo aver perso nei quarti contro Lorenzo Musetti al Monte Carlo Masters. Non raccoglie grandi risultati nei successivi tornei e dopo l'uscita al secondo turno al Roland Garros inizia la collaborazione con il coach Goran Ivanisevic che i due avevano già concordato ma senza fissare alcuna data. Si ritira durante il match di primo turno a Wimbledon per problemi fisici. A parte le condizioni fisiche, alcuni sostengono che le recenti deludenti prestazioni siano dovute a problemi di ordine psicologico-motivazionale. Dopo soli due tornei conclude la collaborazione con Ivanisevic e ritorna a farsi allenare dal padre Apostolos.

## Caratteristiche tecniche
Dotato di grandi qualità atletiche, è un giocatore d'attacco dotato di buona solidità da fondocampo (meno dal lato del rovescio), non disdegna il gioco al volo finalizzando spesso a rete. Il dritto è solido e potente, così come la prima di servizio. È soprattutto con il dritto che si apre il campo, prediligendo l'inside out, colpo che gli permette di prendere spesso la rete. Il suo rovescio monomane invece è un colpo che risulta non all'altezza del resto del suo repertorio, rimanendo spesso corto e debole e incappando in numerose steccate. Tennista dal talento indiscutibile, a volte, contro gli avversari di pari o superiore valore, difetta della grinta necessaria, quando è sotto nel punteggio, o dell'istinto del "killer" quando deve chiudere il match a suo favore.

## Statistiche

### Singolare

#### Vittorie (12)
| Legenda              |
| Grande Slam (0)      |
| ATP Finals (1)       |
| ATP Masters 1000 (3) |
| ATP Tour 500 (1)     |
| ATP Tour 250 (7)     |

| N.  | Data             | Torneo                                     | Superficie  | Avversario in finale        | Punteggio           |
| 1.  | 21 ottobre 2018  | Stockholm Open, Stoccolma                  | Cemento (i) | Ernests Gulbis              | 6–4, 6–4            |
| 2.  | 24 febbraio 2019 | Open 13 Provence, Marsiglia                | Cemento (i) | Michail Kukuškin            | 7–5, 7–6(5)         |
| 3.  | 5 maggio 2019    | Estoril Open, Cascais                      | Terra rossa | Pablo Cuevas                | 6–3, 7–6(4)         |
| 4.  | 17 novembre 2019 | ATP Finals, Londra                         | Cemento (i) | Dominic Thiem               | 6(6)–7, 6–2, 7–6(4) |
| 5.  | 23 febbraio 2020 | Open 13 Provence, Marsiglia (2)            | Cemento (i) | Félix Auger-Aliassime       | 6–3, 6–4            |
| 6.  | 18 aprile 2021   | Monte Carlo Masters, Monte Carlo           | Terra rossa | Andrej Rublëv               | 6–3, 6–3            |
| 7.  | 23 maggio 2021   | Open Parc Auvergne-Rhône-Alpes Lyon, Lione | Terra rossa | Cameron Norrie              | 6–3, 6–3            |
| 8.  | 17 aprile 2022   | Monte Carlo Masters, Monte Carlo (2)       | Terra rossa | Alejandro Davidovich Fokina | 6–3, 7–6(3)         |
| 9.  | 25 giugno 2022   | Mallorca Championships, Calvià             | Erba        | Roberto Bautista Agut       | 6–4, 3–6, 7–6(2)    |
| 10. | 6 agosto 2023    | Los Cabos Open, Los Cabos                  | Cemento     | Alex de Minaur              | 6–3, 6–4            |
| 11. | 14 aprile 2024   | Monte Carlo Masters, Monte Carlo (3)       | Terra rossa | Casper Ruud                 | 6–1, 6–4            |
| 12. | 1º marzo 2025    | Dubai Tennis Championships, Dubai          | Cemento     | Félix Auger-Aliassime       | 6–3, 6–3            |

#### Finali perse (18)
| Legenda              |
| Grande Slam (2)      |
| ATP Finals (0)       |
| ATP Masters 1000 (4) |
| ATP Tour 500 (11)    |
| ATP Tour 250 (1)     |

| N.  | Data              | Torneo                                | Superficie  | Avversario in finale  | Punteggio                  |
| 1.  | 29 aprile 2018    | Barcelona Open, Barcellona            | Terra rossa | Rafael Nadal          | 2–6, 1–6                   |
| 2.  | 12 agosto 2018    | Canadian Open, Toronto                | Cemento     | Rafael Nadal          | 2–6, 6(4)–7                |
| 3.  | 2 marzo 2019      | Dubai Tennis Championships, Dubai     | Cemento     | Roger Federer         | 4–6, 4–6                   |
| 4.  | 12 maggio 2019    | Madrid Open, Madrid                   | Terra rossa | Novak Đoković         | 3–6, 4–6                   |
| 5.  | 6 ottobre 2019    | China Open, Pechino                   | Cemento     | Dominic Thiem         | 6–3, 4–6, 1–6              |
| 6.  | 29 febbraio 2020  | Dubai Tennis Championships, Dubai (2) | Cemento     | Novak Đoković         | 3–6, 4–6                   |
| 7.  | 27 settembre 2020 | Hamburg European Open, Amburgo        | Terra rossa | Andrej Rublëv         | 4–6, 6–3, 5–7              |
| 8.  | 21 marzo 2021     | Open del Messico, Acapulco            | Cemento     | Alexander Zverev      | 4–6, 6(3)–7                |
| 9.  | 25 aprile 2021    | Barcelona Open, Barcellona (2)        | Terra rossa | Rafael Nadal          | 4–6, 7–6(6), 5–7           |
| 10. | 13 giugno 2021    | Open di Francia, Parigi               | Terra rossa | Novak Đoković         | 7–6(6), 6–2, 3–6, 2–6, 4–6 |
| 11. | 13 febbraio 2022  | Rotterdam Open, Rotterdam             | Cemento (i) | Félix Auger-Aliassime | 4–6, 2–6                   |
| 12. | 15 maggio 2022    | Internazionali d'Italia, Roma         | Terra rossa | Novak Đoković         | 0–6, 6(5)–7                |
| 13. | 21 agosto 2022    | Cincinnati Open, Cincinnati           | Cemento     | Borna Ćorić           | 6(0)–7, 2–6                |
| 14. | 9 ottobre 2022    | Astana Open, Nur-Sultan               | Cemento (i) | Novak Đoković         | 3–6, 4–6                   |
| 15. | 23 ottobre 2022   | Stockholm Open, Stoccolma             | Cemento (i) | Holger Rune           | 4–6, 4–6                   |
| 16. | 29 gennaio 2023   | Australian Open, Melbourne            | Cemento     | Novak Đoković         | 3–6, 6(4)–7, 6(5)–7        |
| 17. | 23 aprile 2023    | Barcelona Open, Barcellona (3)        | Terra rossa | Carlos Alcaraz        | 3–6, 4–6                   |
| 18. | 21 aprile 2024    | Barcelona Open, Barcellona (4)        | Terra rossa | Casper Ruud           | 5–7, 3–6                   |

### Doppio

#### Vittorie (2)
| Legenda              |
| Grande Slam (0)      |
| ATP Tour Finals (0)  |
| ATP Masters 1000 (0) |
| ATP Tour 500 (1)     |
| ATP Tour 250 (1)     |

| N. | Data             | Torneo                     | Superficie  | Compagno         | Avversario in finale              | Punteggio           |
| 1. | 26 febbraio 2022 | Open del Messico, Acapulco | Cemento     | Feliciano López  | Marcelo Arévalo Jean-Julien Rojer | 7–5, 6–4            |
| 2. | 22 ottobre 2023  | European Open, Anversa     | Cemento (i) | Petros Tsitsipas | Ariel Behar Adam Pavlásek         | 6(5)–7, 6–4, [10–8] |

#### Finali perse (1)
| Legenda              |
| Grande Slam (0)      |
| ATP Tour Finals (0)  |
| ATP Masters 1000 (1) |
| ATP Tour 500 (0)     |
| ATP Tour 250 (0)     |

| N. | Data          | Torneo                    | Superficie | Compagno       | Avversario in finale | Punteggio   |
| 1. | 30 marzo 2019 | Miami Open, Miami Gardens | Cemento    | Wesley Koolhof | Bob Bryan Mike Bryan | 5–7, 6(8)–7 |

### Next Generation ATP Finals

#### Vittorie (1)
| Legenda                        |
| Next Generation ATP Finals (1) |

| N. | Data             | Torneo                             | Superficie  | Avversario in finale | Punteggio                |
| 1. | 10 novembre 2018 | Next Generation ATP Finals, Milano | Cemento (i) | Alex de Minaur       | 2–4, 4–1, 4–3(3), 4–3(3) |

### Tornei minori

#### Singolare

##### Vittorie (6)
| Legenda tornei minori |
| ATP Challenger (1)    |
| ITF Futures (5)       |

| N. | Data              | Torneo                              | Superficie  | Avversario in finale   | Punteggio           |
| 1. | 22 novembre 2015  | Cyprus F1, Nicosia                  | Cemento     | Alexandre Folie        | 2–6, 6–4, 6–2       |
| 2. | 17 aprile 2016    | Italy F6, Santa Margherita di Pula  | Terra rossa | Erik Crepaldi          | 6–3, 6–1            |
| 3. | 15 maggio 2016    | Italy F10, Santa Margherita di Pula | Terra rossa | Casper Ruud            | 6–3, 6(2)–7, 7–6(2) |
| 4. | 29 maggio 2016    | Italy F12, Lecco                    | Terra rossa | Marco Bortolotti       | 7–6(8), 7–6(3)      |
| 5. | 2 ottobre 2016    | Portugal F11, Oliveira de Azeméis   | Cemento     | Yannick Mertens        | 6–3, 4–6, 6–2       |
| 6. | 10 settembre 2017 | Genoa Open Challenger, Italia       | Terra rossa | Guillermo García López | 7–5, 7–6(2)         |

##### Sconfitte (5)
| Legenda tornei minori |
| ATP Challenger (3)    |
| ITF Futures (2)       |

| N. | Data             | Torneo                                          | Superficie  | Avversario in finale | Punteggio     |
| 1. | 1º novembre 2015 | Greece F9, Candia                               | Cemento     | Steven Diez          | 2–6, 0–6      |
| 2. | 17 luglio 2016   | Austria F2, Kramsach                            | Terra rossa | Yannick Hanfmann     | 4–6, 4–6      |
| 3. | 8 ottobre 2016   | Mohammedia Open, Mohammedia                     | Terra rossa | Gerald Melzer        | 6–3, 3–6, 2–6 |
| 4. | 15 ottobre 2016  | Morocco Tennis Tour - Casablanca II, Casablanca | Terra rossa | Maxime Janvier       | 4–6, 0–6      |
| 5. | 29 ottobre 2017  | Brest Challenger, Brest                         | Terra rossa | Corentin Moutet      | 2–6, 6(8)–7   |

#### Doppio

##### Vittorie (6)
| Legenda tornei minori |
| ATP Challenger (0)    |
| ITF Futures (6)       |

| N. | Data             | Torneo             | Superficie | Compagno                | Avversari in finale               | Punteggio               |
| 1. | 2 maggio 2015    | Greece F6, Candia  | Cemento    | Alexandros Jakupovic    | Danilo Petrović Ilija Vučić       | 6–3, 3–6, [10–7]        |
| 2. | 7 novembre 2015  | Greece F10, Candia | Cemento    | Konstantinos Economidis | Alexander Lazov Dominik Süč       | 6–2, 6–2                |
| 3. | 14 novembre 2015 | Greece F11, Candia | Cemento    | Konstantinos Economidis | Alexander Centenari Sami Reinwein | w/o                     |
| 4. | 2 aprile 2016    | Greece F2, Candia  | Cemento    | Konstantinos Economidis | Petr Michnev Václav Šafránek      | 4–6, 7–6(6), [10–5]     |
| 5. | 30 aprile 2016   | Greece F6, Candia  | Cemento    | Konstantinos Economidis | Srinayan Nuvvala Bruno Savi       | 7–6(5), 6(6)–7, [13–11] |
| 6. | 3 settembre 2016 | Canada F6, Calgary | Cemento    | Tim van Rijthoven       | Hans Hach Verdugo Jose Statham    | 6–4, 2–6, [13–11]       |

##### Sconfitte (3)
| Legenda tornei minori |
| ATP Challenger (1)    |
| ITF Futures (2)       |

| N. | Data            | Torneo                              | Superficie  | Compagno         | Avversari in finale                     | Punteggio         |
| 1. | 14 maggio 2016  | Italy F10, Santa Margherita di Pula | Terra rossa | Petros Tsitsipas | Franco Agamenone Mateo Nicolás Martínez | 2–6, 2–6          |
| 2. | 1º ottobre 2016 | Portugal F11, Oliveira de Azeméis   | Cemento     | Lorenzo Frigerio | Nuno Deus João Domingues                | 6(7)–7, 1–6       |
| 3. | 22 luglio 2017  | The Hague Open, Scheveningen        | Terra rossa | Jozef Kovalík    | Sander Gillé Joran Vliegen              | 2–6, 6–4, [10–12] |

### Grande Slam Junior

#### Doppio

##### Vittorie (1)
| N. | Data | Torneo                      | Superficie | Compagno       | Avversari in finale                    | Punteggio     |
| 1. | 2016 | Torneo di Wimbledon, Londra | Erba       | Kenneth Raisma | Félix Auger-Aliassime Denis Shapovalov | 4–6, 6–4, 6–4 |

## Risultati in progressione

### Singolare
| Sigla | Risultato               |
| ----- | ----------------------- |
| V     | Vincitore               |
| F     | Finalista               |
| SF    | Semifinalista           |
| O     | Oro olimpico            |
| A     | Argento olimpico        |
| SF    | Bronzo olimpico         |
| QF    | Quarti di Finale        |
| 4T    | Quarto turno            |
| 3T    | Terzo turno             |
| 2T    | Secondo turno           |
| 1T    | Primo turno             |
| RR    | Round Robin             |
| LQ    | Turno di qualificazione |
| A     | Assente                 |
| ND    | Non disputato           |

| Legenda superfici    |
| -------------------- |
| Cemento              |
| Terra battuta        |
| Erba                 |
| Superficie variabile |

Statistiche aggiornate a fine Dubai Tennis Championships 2025
| Torneo                       | 2017          | 2018          | 2019          | 2020          | 2021            | 2022            | 2023            | 2024            | 2025            | Titoli       | V-S          | V%           |
| Grande Slam                  |               |               |               |               |                 |                 |                 |                 |                 |              |              |              |
| Australian Open              | Q2            | 1T            | SF            | 3T            | SF              | SF              | F               | 4T              | 1T              | 0 / 8        | 24–8         | 75%          |
| Roland Garros                | 1T            | 2T            | 4T            | SF            | F               | 4T              | QF              | QF              |                 | 0 / 8        | 26–8         | 76%          |
| Wimbledon                    | 1T            | 4T            | 1T            | ND            | 1T              | 3T              | 4T              | 2T              |                 | 0 / 7        | 9–7          | 56%          |
| US Open                      | Q3            | 2T            | 1T            | 3T            | 3T              | 1T              | 2T              | 1T              |                 | 0 / 7        | 6-7          | 46%          |
| Vittorie-Sconfitte           | 0–2           | 5–4           | 8–4           | 8–3           | 12–4            | 10–4            | 14–4            | 8–4             | 0–1             | 0 / 30       | 65–30        | 70%          |
| Torneo di fine anno          |               |               |               |               |                 |                 |                 |                 |                 |              |              |              |
| ATP Finals                   | A             | A             | V             | RR            | RR              | RR              | RR              | Alt             |                 | 1 / 5        | 6–8          | 43%          |
| Next Gen ATP Finals          | A             | V             | A             | ND            | Non qualificato | Non qualificato | Non qualificato | Non qualificato | Non qualificato | 1 / 1        | 5–0          | 100%         |
| Vittorie-Sconfitte           | 0–0           | 5–0           | 4–1           | 1–2           | 0–1             | 1–2             | 0–2             | 0–0             |                 | 2 / 6        | 11–8         | 58%          |
| Nazionale e tornei a squadre |               |               |               |               |                 |                 |                 |                 |                 |              |              |              |
| Giochi Olimpici              | Non disputati | Non disputati | Non disputati | Non disputati | 3T              | Non disputati   | Non disputati   | QF              | ND              | 0 / 2        | 5–2          | 71%          |
| Coppa Davis                  | A             | A             | Z3            | PO            | PO              | Z2              | Z1              | Z1              |                 | 0 / 0        | 12–1         | 100%         |
| ATP Cup / United Cup         | Non disputata | Non disputata | Non disputata | RR            | RR              | RR              | SF              | QF              | RR              | 0 / 6        | 9–6          | 57%          |
| Laver Cup                    | A             | A             | V             | ND            | V               | F               | A               | V               |                 | 3 / 4        | 4–1          | 80%          |
| Vittorie-Sconfitte           | 0–0           | 0–0           | 5–0           | 3–2           | 5–1             | 4–2             | 5–0             | 4–2             | 0–2             | 2 / 11       | 30–10        | 75%          |
| ATP Tour Masters 1000        |               |               |               |               |                 |                 |                 |                 |                 |              |              |              |
| Indian Wells                 | A             | 2T            | 2T            | ND            | QF              | 3T              | 2T              | 4T              |                 | 0 / 6        | 7–6          | 50%          |
| Miami                        | A             | 1T            | 4T            | ND            | QF              | 4T              | 4T              | 2T              |                 | 0 / 6        | 8–6          | 62%          |
| Monte Carlo                  | A             | 2T            | 3T            | ND            | V               | V               | QF              | V               |                 | 3 / 6        | 20–3         | 87%          |
| Madrid                       | A             | 1T            | F             | ND            | 3T              | SF              | QF              | 2T              |                 | 0 / 6        | 11–6         | 65%          |
| Roma                         | A             | 2T            | SF            | 2T            | QF              | F               | SF              | QF              |                 | 0 / 7        | 16–7         | 70%          |
| Montréal/Toronto             | A             | F             | 2T            | ND            | SF              | 2T              | 2T              | 1T              |                 | 0 / 6        | 8–6          | 57%          |
| Cincinnati                   | A             | 1T            | 2T            | SF            | SF              | F               | 3T              | 2T              |                 | 0 / 7        | 12–7         | 63%          |
| Shanghai                     | 2T            | 3T            | SF            | Non disputato | Non disputato   | Non disputato   | 3T              | 4T              |                 | 0 / 5        | 9–5          | 64%          |
| Parigi                       | A             | 2T            | QF            | 2T            | 2T              | SF              | SF              | QF              |                 | 0 / 7        | 11–7         | 61%          |
| Vittorie–Sconfitte           | 1–1           | 10–9          | 14–9          | 3–3           | 20–7            | 18–7            | 15–9            | 17–8            | 0–0             | 3 / 56       | 102–53       | 66%          |
| ATP Tour 500                 |               |               |               |               |                 |                 |                 |                 |                 |              |              |              |
| Rotterdam                    | 1T            | Q1            | 1T            | 2T            | SF              | F               | 2T              | A               | QF              | 0 / 7        | 11–7         | 61%          |
| Acapulco                     | Assente       | Assente       | Assente       | Assente       | F               | SF              | A               | QF              | A               | 0 / 3        | 9–3          | 75%          |
| Dubai                        | A             | QF            | F             | F             | Assente         | Assente         | Assente         | Assente         | V               | 1 / 4        | 15–3         | 83%          |
| Barcellona                   | A             | F             | 3T            | ND            | F               | QF              | F               | F               |                 | 0 / 6        | 20–6         | 77%          |
| Halle                        | A             | 2T            | A             | ND            | A               | 2T              | 2T              | 2T              |                 | 0 / 4        | 4–4          | 50%          |
| Londra                       | Assente       | Assente       | QF            | ND            | Assente         | Assente         | Assente         | Assente         |                 | 0 / 1        | 2–1          | 67%          |
| Amburgo                      | Assente       | Assente       | Assente       | F             | QF              | Assente         | Assente         | Assente         |                 | 0 / 2        | 5–2          | 71%          |
| Washington                   | A             | SF            | SF            | ND            | Assente         | Assente         | Assente         | Assente         |                 | 0 / 2        | 6–2          | 75%          |
| Pechino                      | Assente       | Assente       | F             | Non disputato | Non disputato   | Non disputato   | 1T              | A               |                 | 0 / 2        | 4–2          | 80%          |
| Astana                       | Non disputato | Non disputato | Non disputato | 250           | 250             | F               | 250             | 250             | 250             | 0 / 1        | 4–1          | 80%          |
| Tokyo                        | 1T            | QF            | A             | ND            | ND              | Assente         | Assente         | 1T              |                 | 0 / 3        | 2–3          | 40%          |
| Vienna                       | Assente       | Assente       | Assente       | 2T            | 2T              | 2T              | SF              | A               |                 | 0 / 4        | 6–4          | 60%          |
| Basilea                      | A             | QF            | SF            | ND            | ND              | Assente         | Assente         | QF              |                 | 0 / 3        | 7–3          | 70%          |
| Vittorie-Sconfitte           | 0–2           | 15–6          | 17–7          | 10–4          | 13–5            | 15–6            | 9–5             | 9–5             | 5–0             | 1 / 41       | 93–40        | 70%          |
| ATP Tour 250                 |               |               |               |               |                 |                 |                 |                 |                 |              |              |              |
| Doha                         | A             | QF            | Assente       | Assente       | Assente         | Assente         | Assente         | Assente         | 500             | 0 / 1        | 2–1          | 67%          |
| Auckland                     | A             | 1T            | Assente       | Assente       | ND              | ND              | Assente         | Assente         | Assente         | 0 / 1        | 0–1          | 0%           |
| Sydney                       | Assente       | Assente       | QF            | Non disputato | Non disputato   | Non disputato   | Non disputato   | Non disputato   | Non disputato   | 0 / 1        | 1–1          | 50%          |
| Montpellier                  | A             | 1T            | Assente       | Assente       | Assente         | Assente         | Assente         | Assente         | Assente         | 0 / 1        | 0–1          | 0%           |
| Marsiglia                    | 1T            | 1T            | V             | V             | QF              | QF              | Assente         | Assente         | Assente         | 2 / 6        | 10–4         | 71%          |
| Los Cabos                    | Assente       | Assente       | Assente       | ND            | Assente         | Assente         | V               | SF              | A               | 1 / 2        | 6–1          | 86%          |
| Istanbul                     | 1T            | A             | Non disputato | Non disputato | Non disputato   | Non disputato   | Non disputato   | Non disputato   | Non disputato   | 0 / 1        | 0–1          | 0%           |
| Kitzbühel                    | Q2            | Assente       | Assente       | Assente       | Assente         | Assente         | Assente         | Assente         |                 | 0 / 0        | 0–0          | –            |
| Lione                        | Assente       | Assente       | Assente       | Assente       | V               | Assente         | Assente         | Assente         |                 | 1 / 1        | 4–0          | 100%         |
| Estoril                      | A             | SF            | V             | ND            | ND              | Assente         | Assente         | Assente         |                 | 1 / 2        | 7–1          | 88%          |
| 's-Hertogenbosch             | Q2            | QF            | 2T            | ND            | ND              | Assente         | Assente         | Assente         |                 | 0 / 2        | 2–2          | 50%          |
| Stoccarda                    | A             | A             | A             | ND            | ND              | QF              | 2T              | A               |                 | 0 / 2        | 1–2          | 33%          |
| Maiorca                      | Non disputato | Non disputato | Non disputato | Non disputato | A               | V               | 2T              | A               |                 | 1 / 2        | 4–1          | 80%          |
| Metz                         | 1T            | 2T            | A             | ND            | Assente         | Assente         | Assente         | Assente         |                 | 0 / 2        | 0–2          | 0%           |
| Sofia                        | Q1            | A             | QF            | Assente       | Assente         | Assente         | Assente         | Non disputato   | Non disputato   | 0 / 1        | 1–1          | 50%          |
| Chengdu                      | 1T            | A             | A             | Non disputato | Non disputato   | Non disputato   | Assente         | Assente         |                 | 0 / 1        | 0–1          | 0%           |
| Shenzhen                     | A             | 2T            | Non disputato | Non disputato | Non disputato   | Non disputato   | Non disputato   | Non disputato   | Non disputato   | 0 / 1        | 0–1          | 0%           |
| Zhuhai                       | Non disputato | Non disputato | 2T            | Non disputato | Non disputato   | Non disputato   | A               | Non disputato   | Non disputato   | 0 / 1        | 0–1          | 0%           |
| Anversa                      | SF            | Assente       | Assente       | Assente       | Assente         | Assente         | SF              | QF              |                 | 0 / 3        | 6–3          | 67%          |
| Stoccolma                    | A             | V             | A             | ND            | A               | F               | Assente         | Assente         |                 | 1 / 2        | 7–1          | 88%          |
| Vittorie–Sconfitte           | 3–5           | 11–8          | 10–4          | 4–0           | 5–1             | 9–3             | 6–3             | 5–3             | 0–0             | 7 / 34       | 53–27        | 66%          |
| Statistiche Carriera         |               |               |               |               |                 |                 |                 |                 |                 |              |              |              |
|                              | 2017          | 2018          | 2019          | 2020          | 2021            | 2022            | 2023            | 2024            | 2025            | Titoli       | V–S          | V%           |
| Tornei ATP disputati         | 10            | 29            | 27            | 12            | 21              | 24              | 23              | 22              | 4               | 171          | 171          | 171          |
| Tornei ATP vinti             | 0             | 1             | 3             | 1             | 2               | 2               | 1               | 1               | 1               | 12           | 12           | 12           |
| Finali ATP Tour              | 0             | 2             | 6             | 3             | 5               | 7               | 3               | 2               | 1               | 30           | 30           | 30           |
| Cemento V–S                  | 4–7           | 29–18         | 37–17         | 18–11         | 32–13           | 36–17           | 30–15           | 21–14           | 8–4             | 215–116      | 215–116      | 215–116      |
| Terra V–S                    | 0–2           | 11–6          | 15–5          | 11–3          | 23–5            | 17–4            | 17–5            | 22–6            |                 | 116–36       | 116–36       | 116–36       |
| Erba V–S                     | 0–1           | 6–3           | 2–3           | 0–0           | 0–1             | 8–3             | 4–4             | 2–2             |                 | 22–17        | 22–17        | 22–17        |
| Vittorie–Sconfitte           | 4–10          | 46–27         | 54–25         | 29–14         | 55–19           | 61–24           | 51–24           | 45–22           | 8–4             | 353–169      | 353–169      | 353–169      |
| % V–S                        | 29%           | 63%           | 68%           | 67%           | 74%             | 72%             | 68%             | 67%             | 67%             | 68%          | 68%          | 68%          |
| Ranking di fine anno         | 91            | 15            | 6             | 6             | 4               | 4               | 6               | 11              |                 | 33 425 438 $ | 33 425 438 $ | 33 425 438 $ |

### Vittorie contro top 10 per stagione
| Anno     | 2017 | 2018 | 2019 | 2020 | 2021 | 2022 | 2023 | 2024 | Totale |
| -------- | ---- | ---- | ---- | ---- | ---- | ---- | ---- | ---- | ------ |
| Vittorie | 1    | 6    | 9    | 2    | 5    | 8    | 1    | 3    | 35     |

| Anno | N.  | Avversario            | Rank | Torneo                           | Superficie  | Turno | Punteggio                    |
| 2017 | 1.  | David Goffin          | 10   | European Open, Anversa           | Cemento     | QF    | 2–6, 7–6(1), 7–6(4)          |
| 2018 | 2.  | Dominic Thiem         | 7    | Barcelona Open, Barcellona       | Terra rossa | QF    | 6–3, 6–2                     |
| 2018 | 3.  | Kevin Anderson        | 8    | Estoril Open, Estoril            | Terra rossa | 2T    | 6(3)–7, 6–3, 6–3             |
| 2018 | 4.  | Dominic Thiem (2)     | 8    | Canadian Open, Toronto           | Cemento     | 2T    | 6–3, 7–6(6)                  |
| 2018 | 5.  | Novak Đoković         | 10   | Canadian Open, Toronto           | Cemento     | 3T    | 6–3, 6(5)–7, 6–3             |
| 2018 | 6.  | Alexander Zverev      | 3    | Canadian Open, Toronto           | Cemento     | QF    | 3–6, 7–6(11), 6–4            |
| 2018 | 7.  | Kevin Anderson (2)    | 6    | Canadian Open, Toronto           | Cemento     | SF    | 6(4)–7, 6–4, 7–6(7)          |
| 2019 | 8.  | Roger Federer         | 3    | Australian Open, Melbourne       | Cemento     | 4T    | 6(11)–7, 7–6(3), 7-5, 7–6(5) |
| 2019 | 9.  | Alexander Zverev (2)  | 4    | Madrid Open, Madrid              | Terra rossa | QF    | 7–5, 3–6, 6–2                |
| 2019 | 10. | Rafael Nadal          | 2    | Madrid Open, Madrid              | Terra rossa | SF    | 6–4, 2–6, 6–3                |
| 2019 | 11. | Alexander Zverev (3)  | 6    | China Open, Pechino              | Cemento     | SF    | 7–6(6), 6–4                  |
| 2019 | 12. | Novak Đoković (2)     | 1    | Shanghai Masters, Shanghai       | Cemento     | QF    | 3–6, 7–5, 6–3                |
| 2019 | 13. | Daniil Medvedev       | 4    | ATP Finals, Londra               | Cemento (i) | RR    | 7–6(4), 6–4                  |
| 2019 | 14. | Alexander Zverev (4)  | 7    | ATP Finals, Londra               | Cemento (i) | RR    | 6–3, 6–2                     |
| 2019 | 15. | Roger Federer (2)     | 3    | ATP Finals, Londra               | Cemento (i) | SF    | 6–3, 6–4                     |
| 2019 | 16. | Dominic Thiem (3)     | 5    | ATP Finals, Londra               | Cemento (i) | F     | 6(6)–7, 6–2, 7–6(4)          |
| 2020 | 17. | Alexander Zverev (5)  | 6    | ATP Cup, Brisbane                | Cemento     | RR    | 6–1, 6–4                     |
| 2020 | 18. | Andrej Rublëv         | 8    | ATP Finals, Londra               | Cemento (i) | RR    | 6–1, 4–6, 7–6(6)             |
| 2021 | 19. | Rafael Nadal (2)      | 2    | Australian Open, Melbourne       | Cemento     | QF    | 3–6, 2–6, 7–6(4), 6–4, 7–5   |
| 2021 | 20. | Andrej Rublëv (2)     | 8    | Monte Carlo Masters, Monte Carlo | Terra rossa | F     | 6–3, 6–3                     |
| 2021 | 21. | Matteo Berrettini     | 9    | Internazionali d'Italia, Roma    | Terra rossa | 3T    | 7–6(3), 6–2                  |
| 2021 | 22. | Daniil Medvedev (2)   | 2    | Open di Francia, Parigi          | Terra rossa | QF    | 6–3, 7–6(3), 7–5             |
| 2021 | 23. | Alexander Zverev (6)  | 6    | Open di Francia, Parigi          | Terra rossa | SF    | 6–3, 6–3, 4–6, 4–6, 6–3      |
| 2022 | 24. | Jannik Sinner         | 10   | Australian Open, Melbourne       | Cemento     | QF    | 6–3, 6–4, 6–2                |
| 2022 | 25. | Alexander Zverev (7)  | 3    | Monte Carlo Masters, Monte Carlo | Terra rossa | SF    | 6–4, 6–2                     |
| 2022 | 26. | Andrej Rublëv (3)     | 8    | Madrid Open, Madrid              | Terra rossa | QF    | 6–3, 2–6, 6–4                |
| 2022 | 27. | Alexander Zverev (8)  | 3    | Internazionali d'Italia, Roma    | Terra rossa | SF    | 4–6, 6–3, 6–3                |
| 2022 | 28. | Daniil Medvedev (3)   | 1    | Cincinnati Open, Cincinnati      | Cemento     | SF    | 7–6(6), 3–6, 6–3             |
| 2022 | 29. | Hubert Hurkacz        | 10   | Astana Open, Nur-Sultan          | Cemento (i) | QF    | 7–6(8), 6–3                  |
| 2022 | 30. | Andrej Rublëv (4)     | 9    | Astana Open, Nur-Sultan          | Cemento (i) | SF    | 4–6, 6–4, 6–3                |
| 2022 | 31. | Daniil Medvedev (4)   | 5    | ATP Finals, Torino               | Cemento (i) | RR    | 6–3, 6(11)–7, 7–6(1)         |
| 2023 | 32. | Alexander Zverev (9)  | 9    | Paris Masters, Parigi            | Cemento (i) | 3T    | 7–6(2), 6–4                  |
| 2024 | 33. | Alexander Zverev (10) | 5    | Monte Carlo Masters, Monte Carlo | Terra rossa | 3T    | 7–5, 7–6(3)                  |
| 2024 | 34. | Jannik Sinner (2)     | 2    | Monte Carlo Masters, Monte Carlo | Terra rossa | SF    | 6–4, 3–6, 6–4                |
| 2024 | 35. | Casper Ruud           | 8    | Monte Carlo Masters, Monte Carlo | Terra rossa | F     | 6–1, 6–4                     |